# 高田エミ
高田 エミ（たかだ エミ、本名同じ、1963年7月5日 - ）は、日本の漫画家、アロマセラピスト。北海道出身・在住。

## 来歴
1982年、第2回S・B賞を受賞した『スーパー☆レディ』が『りぼんオリジナル』（集英社）早春の号に掲載され、デビュー。2作目の「猫・猫・幻想曲」を原案とした『ねこ・ねこ・幻想曲』が1985年から足掛け10年継続する人気作品となり、OVA化もされた。
その後もいくつかの作品を発表してきたが、現在は漫画家はセミリタイア状態となり、アロマセラピストの仕事がメインとなっている。

## 作品リスト
- リトル☆マジック（全1巻）
- マジック・エンジェル（全1巻）
- ねこ・ねこ・幻想曲（全16巻、文庫版全8巻）
- ジェニファー（全2巻）
- ちっちゃなしあわせ物語（全1巻）
- ジェニファー -大好きなフローラ- （全1巻、電子書籍ではジェニファーの第3巻に相当する）
- 昼下がりの音楽家（全1巻）
- 天使達の約束（全1巻）

## コミックス未収録作品リスト
- 春花ちゃんの場合（1995年、りぼん4月号）
- ホワイト・メッセージ（1999年、りぼん冬休みおたのしみ増刊号）
- ジェニファー 〜ちいさなキューピット〜（1999年、初夏のりぼんびっくり大増刊号）
- コスモス（1999年、秋のりぼんびっくり大増刊号） - 『天使たちの約束』に収録されている『地上の星座』の続編。
- 青い惑星の子供たち（2000年、早春のりぼんびっくり大増刊号）
- ジェニファー 草原の瞳（2000年、秋のりぼんびっくり大増刊号）
- 夢色剣士（2003年、秋のりぼんびっくり大増刊号）
- 機械じかけの天使（2010年、りぼんスペシャル）

## その他
- なんじゃもんじゃはかせ（1997年、ほっぺにチュ№4［絵本雑誌］）